# 177.
◄ | 1. stoljeće | 2. stoljeće | 3. stoljeće | ►
◄ | 140-ih | 150-ih | 160-ih | 170-ih | 180-ih | 190-ih | 200-ih | ►
◄◄ | ◄ | 174. | 175. | 176. | 177. | 178. | 179. | 180. | ► | ►►
Astronomija • Književnost • Kršćanstvo

## Događaji
- Lionski progoni kršćana

## Smrti
- Sveta Blandina (* 162.)
- Sveti Potin (* ~ 87.)

## Vanjske poveznice
|  | Zajednički poslužitelj ima još gradiva o temi 177. |